# Microrregión de Osório
La microrregión de Osório es una de las microrregiones del estado brasileño del Rio Grande do Sul perteneciente a la mesorregión Metropolitana de Porto Alegre. Su población fue estimada en 2005 por el IBGE en 325.130 habitantes y está dividida en 23 municipios. Posee un área total de 8.772,999 km².

## Municipios
- Arroio do Sal
- Balneário Pinhal
- Capão da Canoa
- Capivari do Sul
- Caraá
- Cidreira
- Dom Pedro de Alcântara
- Imbé
- Itati
- Mampituba
- Maquiné
- Morrinhos do Sul
- Mostardas
- Osório
- Palmares do Sul
- Santo Antônio da Patrulha
- Tavares
- Terra de Areia
- Torres
- Tramandaí
- Três Cachoeiras
- Três Forquilhas
- Xangri-lá

- Datos: Q2271354